# نینا (ویسکانسین)
نینا، ویسکانسین  (به انگلیسی: Neenah) شهری در شهرستان وینباگو ایالت ویسکانسین است که در سال ۱۸۷۳ بنیان‌گذاری شده‌است. این شهر طبق سرشماری سال ۲۰۱۰ میلادی ۲۵٬۵۰۱ نفر جمعیت داشته‌است.

## نگارخانه

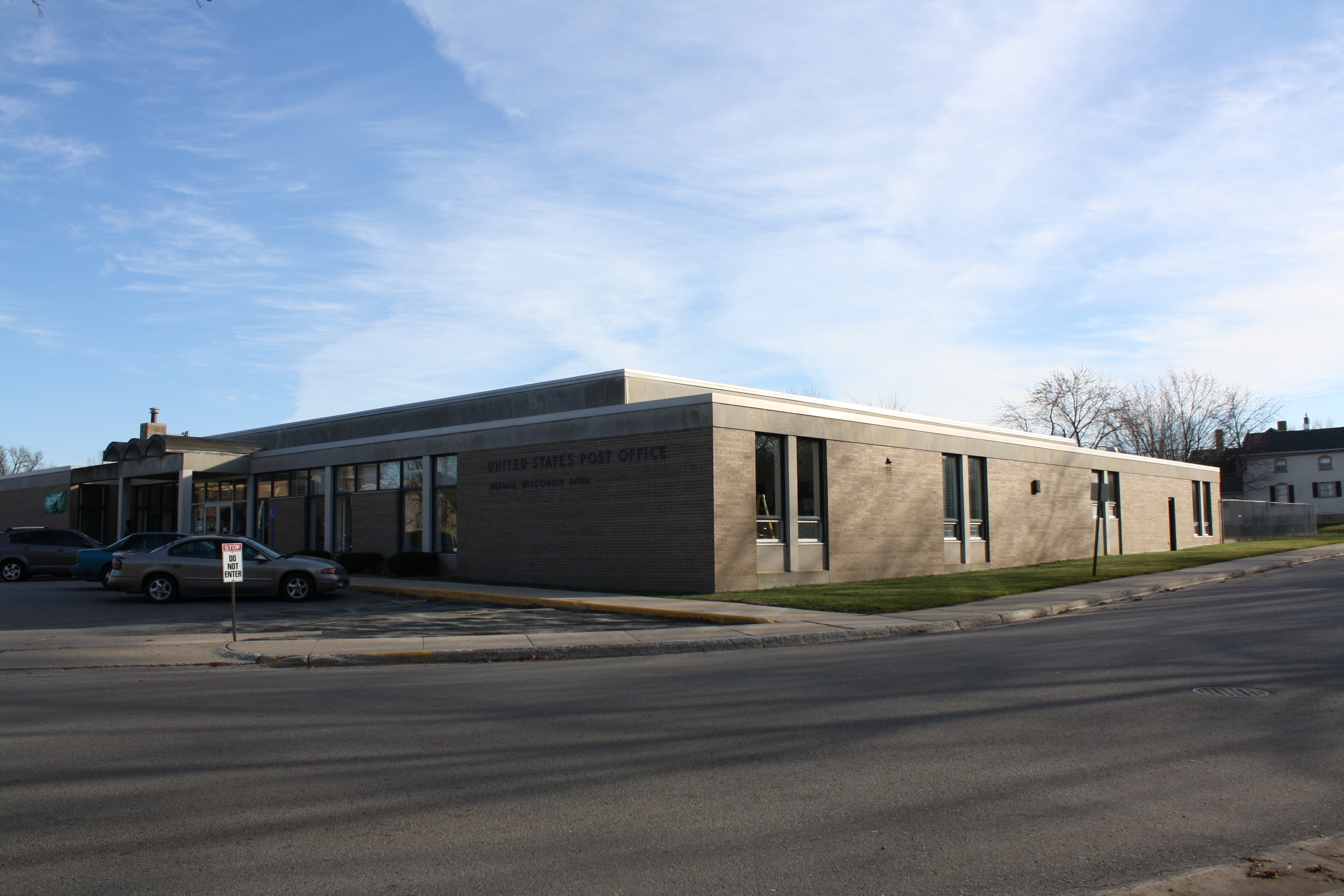
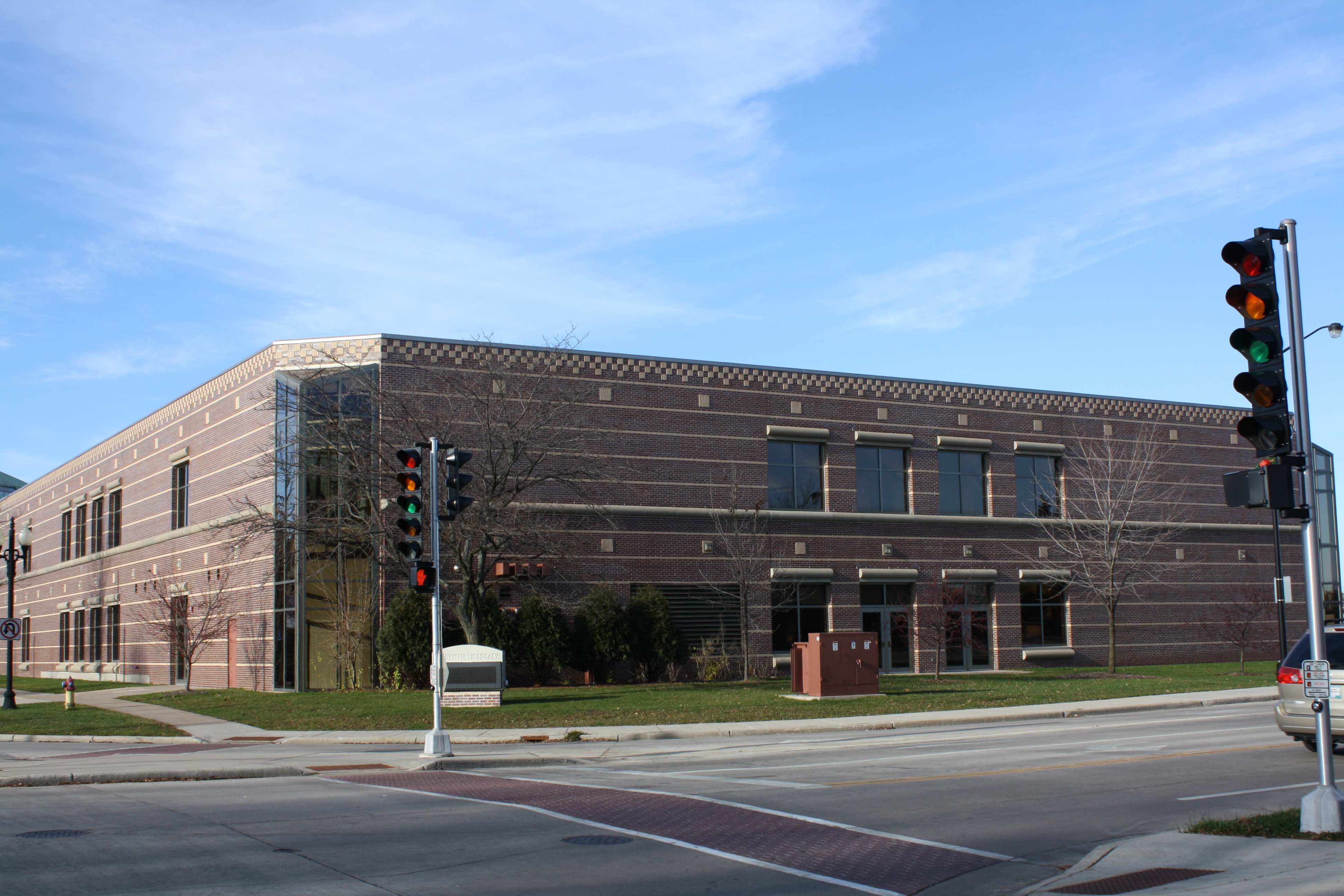
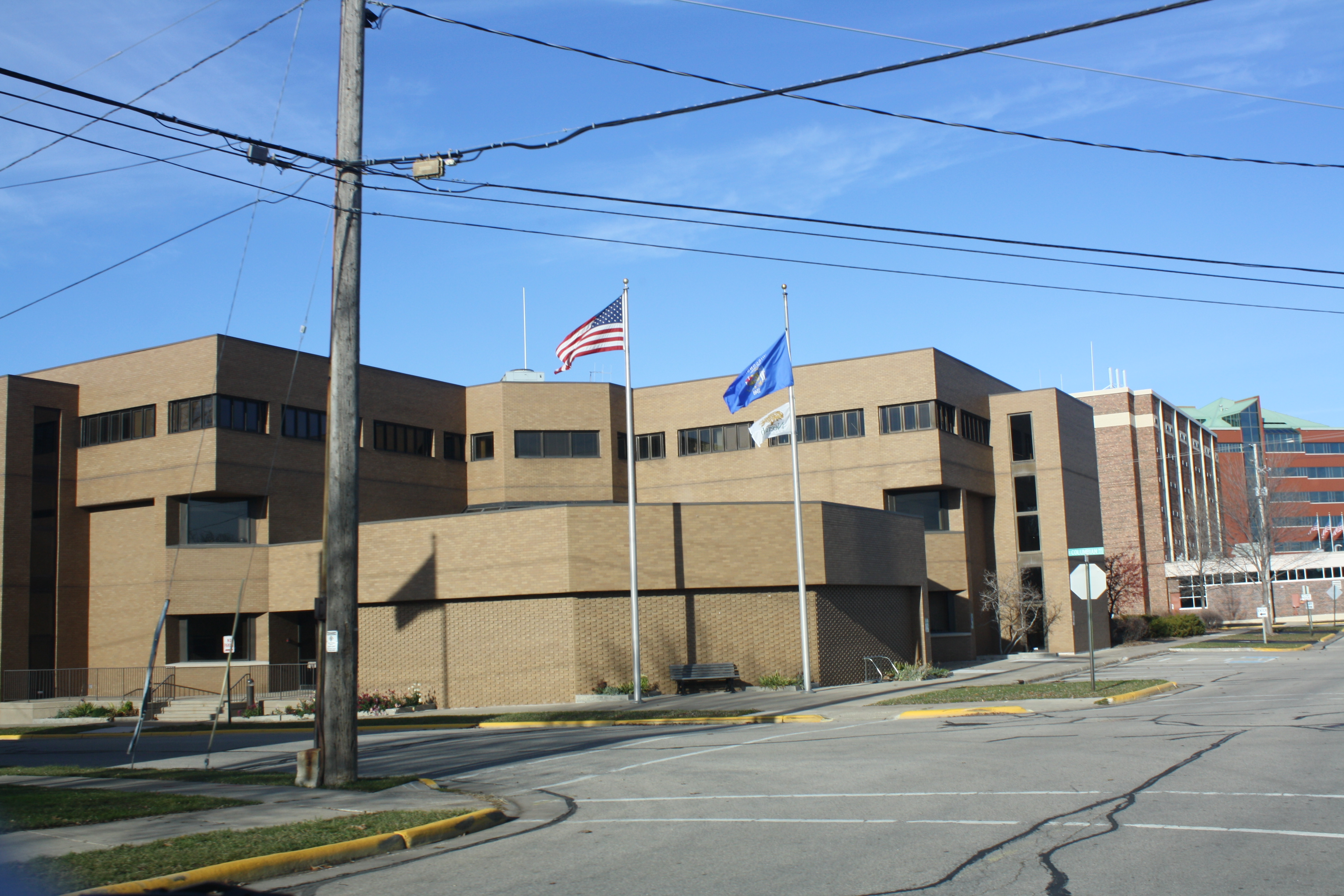
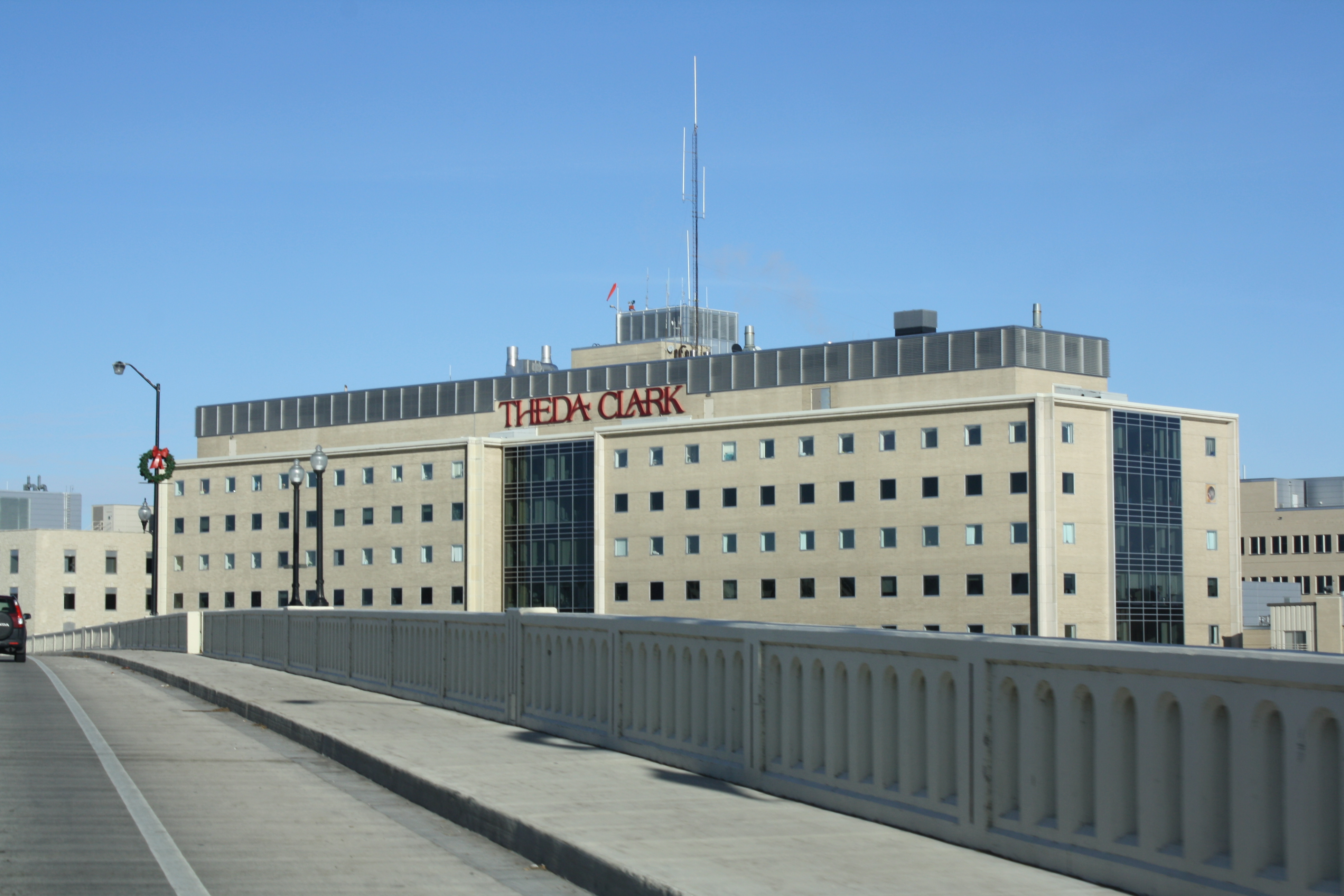